# RuPaul’s Drag Race
RuPaul’s Drag Race ist eine US-amerikanische Reality-Show, in der Dragqueens gegeneinander antreten. Sie dokumentiert RuPauls Suche nach „Amerikas nächstem Drag-Superstar“. RuPaul übernimmt dabei eine Doppelrolle als Juryvorsitz in Drag und Moderation als Mann.
Die Sendung bekam im Mai 2008 grünes Licht und MTV Networks stellte der Presse die Sendung vor. Die Premiere erfolgte am 2. Februar 2009 auf dem Kabelfernsehsender Logo. Seitdem erschienen bislang 16 Staffeln. Die Serie erhielt eine Spin-off-Sendung namens Drag U, das 2010 bis 2012 lief. Seit 2012 gibt es das Format RuPaul’s Drag Race All Stars, in dem frühere Teilnehmerinnen der regulären Staffeln erneut antreten; hiervon erschienen bislang sieben Staffeln. Von 2015 an erschienen mehrere internationale Ableger: in Chile The Switch Drag Race, Drag Race Thailand, RuPaul’s Drag Race UK, Canada’s Drag Race, Drag Race Holland, RuPaul’s Drag Race Down Under, Drag Race España, Drag Race Philippines, Drag Race France, Drag Race Germany und Drag Race Italia; sowie 2020 das Spin-off RuPaul’s Secret Celebrity Drag Race.
Bei den MTV Movie & TV Awards 2017 wurde die Show mit einem Award in der Kategorie Best Reality Competition ausgezeichnet. Seit 2016 gewann die Show dreizehn Primetime Emmy Awards, darunter RuPaul dreimal als bester Moderator einer Reality-Show.

## Format
RuPaul ist gleichermaßen Moderatorin und Jurorin der Sendung. USA Today’s Lifeline beschreibt sie folgendermaßen: „RuPaul, die Dragqueen, wird bei den Entscheidungen und Eliminierungen das entscheidende Wort haben, während RuPaul, der Mann, den Kandidaten Unterstützung bei den ‚Challenges‘ anbietet.“ Eine „Challenge“, die zum Beispiel aus einem Fotoshooting oder Werbespotdreh besteht, ist eine kritische Rezension der Kandidaten und ihrer Leistungen durch die Jury. In einer Folge vom Boulevardmagazin The Insider beschreibt RuPaul die Sendung: „Vergiss nicht… wir sind Queens. Deshalb wird’s Drama geben. Jede Menge davon!“
RuPaul beschreibt außerdem, welche Qualitäten die Kandidaten haben müssen, um als Sieger aus dem Wettbewerb hervorzugehen. „Wir suchen nach Charisma, Einzigartigkeit, Mut und Talent (engl. Charisma, uniqueness, nerve and talent, eine Anspielung auf das Wort cunt) [...] Es sind Menschen, denen Unglück widerfuhr und die es in etwas Schönes und Machtvolles verwandelten.“ RuPaul ergänzte:

„Erzählt Tyra [Banks], die Queen ist zurückgekehrt, und lasst währenddessen Heidi [Klum] den Laufsteg reinigen. Ich pumpe ‘Realness’ (deutsch: Echtheit) in Reality. Um die Show zu gewinnen, müssen die Kandidaten ein Modedesigner, ein American Idol und ein Topmodel zusammen sein. Und sie müssen zweifellos schlauer als ein Fünftklässler sein.“

Mode-Journalistin Merle Ginsberg und Designer Santino Rice gehörten zur Hauptjury der ersten beiden Staffeln. Ab der dritten Staffel wurde Merle Ginsberg, da sich diese anderen Projekten zuwenden wollte, durch die Sängerin Michelle Visage ersetzt, welche schon zuvor mit RuPaul zusammengearbeitet hatte. Zusammen mit berühmten Gastjuroren wie Neil Patrick Harris, La Toya Jackson, Chloë Sevigny, Lady Gaga, Dita von Teese, Ariana Grande, Jennifer Love Hewitt, Pamela Anderson, Johnny Weir, Christina Aguilera unterstützen sie RuPaul bei den Entscheidungen.
In der siebten Staffel wurde Santino Rice durch den TV-Moderator Ross Mathews und den Stylisten und Designer Carson Kressley ersetzt.
In den ersten sechs Staffeln wurde jeweils eine Kandidatin von den Zuschauern über eine Abstimmung auf der offiziellen Homepage bestimmt, in jeder regulären Staffel wird am Ende durch Zuschauervotum aus den ausgeschiedenen Kandidatinnen eine Miss Congeniality bestimmt, die sowohl einen Geld- als auch Sachpreis erhält.
Die Besonderheit der All-Stars-Staffeln besteht darin, dass alle Teilnehmer schon in mindestens einer der regulären Staffeln dabei waren.

## Ablauf der Folgen

### Mini-Challenges
Häufiger, aber kein obligatorischer Bestandteil der Folgen sind Mini-Challenges, in denen die Teilnehmerinnen kleine Aufgaben erfüllen müssen. Teilweise müssen sich die Kandidatinnen vor Beginn der Aufgabe innerhalb weniger Minuten in Drag einkleiden (Quick Drag). Die Gewinnerin wird von RuPaul ernannt und erhält einen Geld- oder Sachpreis oder einen Vorteil für die Hauptaufgabe (beispielsweise die Wahl von Teammitgliedern). Wesentlicher Bestandteil ist außerdem die sog. Reading-Challenge, die in allen Staffeln einmal gespielt wird: Dabei werden die Kandidaten dazu aufgefordert, die Kontrahenten komödiantisch zu beleidigen. Dabei wird stets von RuPaul mit dem Satz „In the great tradition of Paris is Burning... Reading is what? Fundamental!“ Bezug auf die Dokumentation „Paris is Burning“ genommen.

### Maxi-Challenges
Die Hauptaufgaben sind maßgeblich für die Bewertung durch die Jury. Wiederkehrende Aufgabentypen sind unter anderem
- Outfits aus unkonventionellem Material erstellen
- Schauspielern
- Musicals, entweder live gesungen oder per Lip sync vorgetragen
- Snatch Game, eine Adaption der Fernsehsendung Match Game, an der die Kandidatinnen in der Rolle eines Promis ihrer Wahl teilnehmen. Das Snatch Game ist seit Staffel 2 Bestandteil jeder Staffel.
- Die Makeover-Challenge. Hierbei müssen die Teilnehmerinnen sich selbst und eine andere Person als Drag Queen einkleiden.
- Balls (im Sinne der Ballroom Szene gemeint), in deren Rahmen die Kandidatinnen drei Outfits zu einem bestimmten Motto präsentieren müssen. Eines davon wird direkt im Vorfeld der Präsentation selbst erstellt.

### Runway
In den meisten Folgen müssen die Kandidatinnen ein Outfit zu einem vorgegebenen Thema auf dem Laufsteg präsentieren. Die Präsentation kann je nach Aufgabenstellung die Hauptaufgabe sein, ansonsten kann sie in jedem Fall zur Beurteilung der Kandidatinnen herangezogen werden.

### Beurteilung
Im Rahmen der Maxi-Challenges erstellte Film- und Musikaufnahmen werden auf dem Laufsteg präsentiert. RuPaul ernennt in der Regel die drei besten und schlechtesten Kandidatinnen der Woche, die alle Einzelkritiken erhalten, während die übrigen, die sicher weiter sind, sich hinter die Bühne zurückgezogen haben. Nach Beratung mit der Jury gibt RuPaul die Siegerin der Woche bekannt, die mit einem Sach- oder Geldpreis („Cash Tip“) belohnt wird.

### Lip Sync For Your Life
Die zwei schlechtesten Teilnehmerinnen der Woche treten im sogenannten Lip sync for your life gegeneinander an, bei dem sie ein vorher festgelegtes Lied im Vollplayback wiedergeben. Im Anschluss gibt RuPaul bekannt, welche Kandidatin im Wettbewerb verbleibt und welche ausscheidet. In Ausnahmefällen kommt es zum Verbleib oder Ausscheiden beider Teilnehmerinnen.
In den meisten All-Stars-Staffeln gibt es stattdessen Lip syncs for your legacy, in denen die zwei besten gegeneinander antreten und die Gewinnerin jemanden eliminieren darf; ähnlich dazu gibt es selten ab der zwölften regulären Staffel Lip syncs for your win um den Tagessieg ohne eine Eliminierung. In der siebten All Stars-Staffel entscheidet die jeweilige Siegerin des Lip Syncs nicht über die Eliminierung einer Konkurrentin, sondern überreicht einer ausgewählten Kandidatin den Platinum Plunger (einen glitzernden Pömpel) und verhindert so deren möglichen Gewinn eines Legendary Legend Stars - hierbei handelt es sich um eine Anstecknadel – in der Folgewoche. Diese Legendary Legend Stars müssen von den Queens gesammelt werden, um einen von vier Plätzen im Finale zu erhalten.

## Staffeln

### Teilnehmerinnen
Bislang haben an den 17 Staffeln insgesamt 224 verschiedene Dragqueens teilgenommen, von denen vier Teilnehmerinnen in mehreren Staffeln antraten. In den bislang neun All Stars-Staffeln, in denen Teilnehmerinnen der regulären Staffeln erneut antreten, gab es insgesamt 83 Kandidatinnen, von denen zwölf an mehreren All-Stars-Staffeln teilnahmen. An dem Weihnachts-Special Holi-slay Spectacular nahmen acht Queens teil. Die siebte All Stars Staffel läuft unter dem Titel „All Winners“, es nehmen ausschließlich Dragqueens teil, die bereits eine Staffel RuPaul's Drag Race, All Stars bzw. Drag Race UK gewonnen haben.

### Reguläre Staffeln
| Staffel | Premiere         | Finale         | Gewinnerin                                | Zweitplatzierte                                                  | Dritt-/Viertplatzierte                                                                         | Anzahl der Kandidaten | Anzahl der Episoden | Miss Congeniality                                      |
| ------- | ---------------- | -------------- | ----------------------------------------- | ---------------------------------------------------------------- | ---------------------------------------------------------------------------------------------- | --------------------- | ------------------- | ------------------------------------------------------ |
| 1       | 2. Februar 2009  | 23. März 2009  | BeBe Zahara Benet (Nea Marshall Kudi)     | Nina Flowers (Jorge Flores)                                      | Rebecca Glasscock (Javier Rivera)                                                              | 9                     | 9                   | Nina Flowers (Jorge Flores)                            |
| 2       | 1. Februar 2010  | 25. April 2010 | Tyra Sanchez (James Ross)                 | Raven (David Petruschin)                                         | Jujubee (Airline Inthyrath)                                                                    | 12                    | 12                  | Pandora Boxx (Michael Steck)                           |
| 3       | 24. Januar 2011  | 2. Mai 2011    | Raja (Sutan Amrull)                       | Manila Luzon (Karl Westerberg)                                   | Alexis Mateo (Alexis Pacheco)                                                                  | 13                    | 16                  | Yara Sofia (Gabriel Ortiz)                             |
| 4       | 30. Januar 2012  | 30. April 2012 | Sharon Needles (Aaron Coady)              | Chad Michaels (Chad Michaels) Phi Phi O’Hara (Jaremi Carey)      | Chad Michaels (Chad Michaels) Phi Phi O’Hara (Jaremi Carey)                                    | 13                    | 14                  | Latrice Royale (Timothy Wilcots)                       |
| 5       | 28. Januar 2013  | 6. Mai 2013    | Jinkx Monsoon (Hera Hoffer)               | Alaska (Justin Andrew Honard) Roxxxy Andrews (Michael Feliciano) | Alaska (Justin Andrew Honard) Roxxxy Andrews (Michael Feliciano)                               | 14                    | 14                  | Ivy Winters (Dustin Winters)                           |
| 6       | 24. Februar 2014 | 19. Mai 2014   | Bianca Del Rio (Roy Haylock)              | Adore Delano (Danny Noriega) Courtney Act (Shane Jenek)          | Adore Delano (Danny Noriega) Courtney Act (Shane Jenek)                                        | 14                    | 14                  | BenDeLaCreme (Benjamin Putnam)                         |
| 7       | 2. März 2015     | 1. Juni 2015   | Violet Chachki (Jason Dardo)              | Pearl Liaison (Matt James) Ginger Minj (Joshua Eads-Brown)       | Pearl Liaison (Matt James) Ginger Minj (Joshua Eads-Brown)                                     | 14                    | 14                  | Katya (Brian McCook)                                   |
| 8       | 7. März 2016     | 16. Mai 2016   | Bob the Drag Queen (Christopher Caldwell) | Kim Chi (Sang-young Shin) Naomi Smalls (Davis Heppenstall)       | Kim Chi (Sang-young Shin) Naomi Smalls (Davis Heppenstall)                                     | 12                    | 10                  | Cynthia Lee Fontaine (Carlos Hernandez)                |
| 9       | 24. März 2017    | 23. Juni 2017  | Sasha Velour (Sasha Steinberg)            | Peppermint (Agnes Moore)                                         | Shea Couleé (Jaren Merrell) Trinity Taylor (Ryan Taylor)                                       | 14                    | 14                  | Valentina (James Andrew Leyva)                         |
| 10      | 22. März 2018    | 28. Juni 2018  | Aquaria (Giovanni Palandrani)             | Eureka O’Hara (David Huggard) Kameron Michaels (Dane Young)      | Asia O’Hara (Antwan Lee)                                                                       | 14                    | 14                  | Monét X Change (Kevin Bertin)                          |
| 11      | 28. Februar 2019 | 30. Mai 2019   | Yvie Oddly (Jovan Bridges)                | Brooke Lynn Hytes (Brock Hayhoe)                                 | A'Keria C. Davenport (Gregory D'Wayne) Silky Nutmeg Ganache (Reginald Steele)                  | 15                    | 14                  | Nina West (Andrew Levitt)                              |
| 12      | 28. Februar 2020 | 29. Mai 2020   | Jaida Essence Hall (Jared Johnson)        | Gigi Goode (Samuel Steven Geggie) Crystal Methyd (Cody Harness)  | Gigi Goode (Samuel Steven Geggie) Crystal Methyd (Cody Harness)                                | 13                    | 14                  | Heidi N Closet (Trevien Anthonie Cheek)                |
| 13      | 1. Januar 2021   | 23. April 2021 | Symone (Reggie Gavin)                     | Kandy Muse (Kevin Candelario)                                    | Gottmik (Kade Gottlieb) Rosé (Ross Matthew McCorkell)                                          | 13                    | 16                  | LaLa Ri (LaRico Potts)                                 |
| 14      | 7. Januar 2022   | 22. April 2022 | Willow Pill (Willow Patterson)            | Lady Camden (Rex Wheeler)                                        | Angeria Paris VanMicheals (Tommie Laron) Bosco (Blair Constantino) Daya Betty (Trenton Clarke) | 14                    | 16                  | Kornbread The Snack Jeté (Demoria Elise Williams)      |
| 15      | 6. Januar 2023   | 14. April 2023 | Sasha Colby (Sasha Kekauoha)              | Anetra (Isaiah Padua)                                            | Luxx Noir London (Justin Reed) Mistress Isabelle Brooks (Israel)                               | 16                    | 16                  | Malaysia Babydoll Foxx (Tadarius Dukes)                |
| 16      | 4. Januar 2024   | 19. April 2024 | Nymphia Wind (Leo Tsao)                   | Sapphira Cristál (O’Neill Nichol Haynes)                         | Plane Jane (Andrew Vladimir Dunayevskiy)                                                       | 14                    | 16                  | Sapphira Cristál Xunami Muse (Michael Alexander White) |

### Jurymitglieder
| Jurymitglied    | Staffel | Staffel | Staffel | Staffel | Staffel | Staffel | Staffel | Staffel | Staffel | Staffel | Staffel | Staffel | Staffel | Staffel | Staffel | Staffel | Staffel | Staffel | Staffel | Staffel |      |
| Jurymitglied    | 1       | 2       | 3       | 4       | AS1     | 5       | 6       | 7       | 8       | AS2     | 9       | AS3     | 10      | AS4     | 11      | 12      | AS5     | 13      | AS6     | 14      | AS7  |
| --------------- | ------- | ------- | ------- | ------- | ------- | ------- | ------- | ------- | ------- | ------- | ------- | ------- | ------- | ------- | ------- | ------- | ------- | ------- | ------- | ------- | ---- |
| RuPaul          | Jury    | Jury    | Jury    | Jury    | Jury    | Jury    | Jury    | Jury    | Jury    | Jury    | Jury    | Jury    | Jury    | Jury    | Jury    | Jury    | Jury    | Jury    | Jury    | Jury    | Jury |
| Santino Rice    | Jury    | Jury    | Jury    | Jury    | Jury    | Jury    | Jury    | Gäste   | -       | -       | -       | -       | -       | -       | -       | -       | -       | -       | -       | -       | -    |
| Merle Ginsburg  | Jury    | Jury    | -       | -       | -       | -       | -       | Gäste   | -       | -       | -       | -       | -       | -       | -       | -       | -       | -       | -       | -       | -    |
| Michelle Visage | -       | -       | Jury    | Jury    | Jury    | Jury    | Jury    | Jury    | Jury    | Jury    | Jury    | Jury    | Jury    | Jury    | Jury    | Jury    | Jury    | Jury    | Jury    | Jury    | Jury |
| Billy B         | -       | -       | Jury    | Jury    | -       | -       | -       | -       | -       | -       | -       | -       | -       | -       | -       | -       | -       | -       | -       | -       | -    |
| Ross Matthews   | -       | -       | -       | Gäste   | Gäste   | -       | -       | Jury    | Jury    | Jury    | Jury    | Jury    | Jury    | Jury    | Jury    | Jury    | Jury    | Jury    | Jury    | Jury    | Jury |
| Carson Kressley | -       | -       | -       | -       | -       | -       | -       | Jury    | Jury    | Jury    | Jury    | Jury    | Jury    | Jury    | Jury    | Jury    | Jury    | Jury    | Jury    | Jury    | Jury |
| Todrick Hall    | -       | -       | -       | -       | -       | -       | -       | -       | -       | Jury    | Gäste   | Gäste   | Gäste   | Gäste   | Gäste   | -       | Gäste   | -       | -       | -       | -    |

### All Stars-Staffeln
Bei All Stars wird keine Miss Congeniality gewählt.
| Staffel                   | Premiere          | Finale            | Gewinnerin                                                   | Zweitplatzierte                                                                            | Dritt-/Viertplatzierte                                                                     | Anzahl der Kandidaten | Anzahl der Episoden |
| ------------------------- | ----------------- | ----------------- | ------------------------------------------------------------ | ------------------------------------------------------------------------------------------ | ------------------------------------------------------------------------------------------ | --------------------- | ------------------- |
| All Stars                 | 22. Oktober 2012  | 26. November 2012 | Chad Michaels (Chad Michaels)                                | Raven (David Petruschin)                                                                   | Jujubee (Airline Inthyrath) Shannel (Bryan Watkins)                                        | 12                    | 6                   |
| All Stars 2               | 25. August 2016   | 13. Oktober 2016  | Alaska (Justin Andrew Honard)                                | Detox (Matthew Sanderson) Katya (Brian McCook)                                             | Detox (Matthew Sanderson) Katya (Brian McCook)                                             | 10                    | 9                   |
| All Stars 3               | 25. Januar 2018   | 15. März 2018     | Trixie Mattel (Brian Michael Firkus)                         | Kennedy Davenport (Reuben Asberry Jr)                                                      | BeBe Zahara Benet (Nea Marshall Kudi) Shangela (D.J. Pierce)                               | 10                    | 8                   |
| All Stars 4               | 14. Dezember 2018 | 15. Februar 2019  | Monét X Change (Kevin Bertin) Trinity The Tuck (Ryan Taylor) | –                                                                                          | Naomi Smalls (Davis Heppenstall) Monique Heart (Kevin Richardson)                          | 10                    | 10                  |
| All Stars 5               | 5. Juni 2020      | 24. Juli 2020     | Shea Couleé (Jaren Kyei Merrell)                             | Jujubee (Airline Inthyrath) Miz Cracker (Maxwell Heller)                                   | Jujubee (Airline Inthyrath) Miz Cracker (Maxwell Heller)                                   | 10                    | 8                   |
| All Stars 6               | 24. Juni 2021     | 2. September 2021 | Kylie Sonique Love (Kylie Sonique Love)                      | Ginger Minj (Joshua Eads-Brown) Eureka O’Hara (David Huggard) Ra’Jah O’Hara (Benni Miller) | Ginger Minj (Joshua Eads-Brown) Eureka O’Hara (David Huggard) Ra’Jah O’Hara (Benni Miller) | 13                    | 12                  |
| All Stars 7 (All Winners) | 20. Mai 2022      | 29. Juli 2022     | Jinkx Monsoon (Jerick Hoffer)                                | Monét X Change (Kevin Bertin)                                                              | Shea Couleé (Jaren Kyei Merrell) Trinity The Tuck (Ryan Taylor)                            | 8                     | 12                  |
| All Stars 8               | 12. Mai 2023      | 21. Juli 2023     | Jimbo (James Insell)                                         | Kandy Muse (Kevin Candelario)                                                              | Jessica Wild (José David Sierra)                                                           | 12                    | 12                  |

## Produktion und Ausstrahlung
Die Sendung baut Produktplatzierungen auf zahlreiche Weisen ein. Jede Challenge hat Preise wie Mode, Accessoires oder Kreuzfahrten, die die Gewinner der Challenge erhalten; dabei werden die Marken jeweils beworben. Jede Staffel hat auch einen Hauptsponsor wie Absolut Vodka. Levitt analysiert, dies zeige den Fokus des Reality-TV-Formats, sofort bei der Erstausstrahlung einer Sendung Gewinn zu machen.
Die erste Staffel wurde ein großer Erfolg für den drei Jahre alten Sender Logo. Die Besucherzahlen auf der offiziellen Homepage zur Sendung brachen alle Rekorde. Eine zweite Staffel wurde Ende 2009 gedreht. Die Castings begannen am 1. Mai 2009. Die zweite Staffel lief vom 2. Februar 2010 bis zum 26. April 2010 erneut auf den Sendern Logo und VH1. Die Castings für eine dritte Staffel begannen am 29. März 2010. Mit dem Beginn der neunten Staffel wechselte die Sendung zum Sender VH1 in den Prime-Time Slot, während Logo Wiederholungen der Folgen in der darauf folgenden Woche ausstrahlte.
In Kanada erfolgte die Ausstrahlung ab dem 15. Februar 2009 auf dem Sender MuchMoreMusic. Eine weitere Ausstrahlung erfolgte auf dem Sender VH1, jeweils um 21 Uhr, welche jedoch aufgrund vertraglicher Verpflichtungen mit Logo nicht beworben wurde. Im Vereinigten Königreich begann der Sender E4 am 9. September 2009 auf dem Sendeplatz mittwochs um 23 Uhr die Show auszustrahlen.

### Im deutschsprachigen Raum
Ab dem 24. April 2009 erfolgte in Deutschland die Ausstrahlung der Sendung auf dem Sender TIMM., jeweils freitags um 20 Uhr. Die Realityserie wurde im Originalton mit deutschen Untertiteln ausgestrahlt und im Anschluss an die Premiere mehrfach wiederholt.
Von Juli bis Oktober 2015 sendete TLC Deutschland die Ausstrahlung der sechsten Staffel von RuPaul’s Drag Race. Die Synchronisation von RuPaul übernahm die Hamburger Drag Queen Olivia Jones.
Im Juni 2017 erschien mit deutscher Synchronisation die siebte Staffel auf Netflix. Darauf folgten bis Oktober 2018 die achte, neunte und zehnte Staffel. In diesen Staffeln wurde RuPaul von dem Schauspieler Maximilian Laprell synchronisiert. Seit Januar 2019 sind alle Staffeln außer den ersten drei All Stars-Staffeln auf Netflix zu sehen, jedoch von Staffel 1 bis 6 ohne deutsche Synchronisation.
Inzwischen können sämtliche Staffeln und internationale Ableger des Formats über den hauseigenen Streamingdienst WOW Presents Plus auch in Deutschland ab Erstausstrahlung abgerufen werden.

## Ableger
Als Spin-off von RuPaul’s Drag Race entstand 2010 die Sendung Drag U, in der Drag Queens heterosexuellen Frauen helfen „ihre innere Diva zu finden“. Nach drei Staffeln wurde das Format wieder eingestellt.
2015 und 2018 wurden Staffeln von The Switch Drag Race, einem Ableger in Chile, ausgestrahlt. Seit 2018 wird Drag Race Thailand mit den thailändischen Dragqueens Art Arya und Pangina Heals ausgestrahlt; seit 2019 RuPaul’s Drag Race UK, bei dem RuPaul und Michelle Visage dabei sind. Die Jurypositionen von Ross Matthews und Carson Kressley übernehmen dort Alan Carr und Graham Norton. Canada’s Drag Race erschien seit dem 2. Juli 2020. Die niederländische Variante Drag Race Holland wurde seit dem 18. September 2020 mit Stylist Fred Van Leer als Moderator ausgestrahlt. Im Januar 2021 begannen die Dreharbeiten für den australischen Ableger mit RuPaul in Auckland, Neuseeland. Die erste Staffel RuPaul’s Drag Race Down Under startete am 1. Mai 2021. Auch im Mai 2021 wurde außerdem eine Variante für Spanien ausgestrahlt sowie im November für Italien. 2022 folgten Ableger in Frankreich und den Philippinen. Am 9. August 2022 wurden gleichzeitig die Castings für Mexiko, Brasilien und Deutschland gestartet.
Ab dem 24. April 2020 wurde RuPaul’s Secret Celebrity Drag Race ausgestrahlt, bei dem durch frühere Teilnehmerinnen unterstützte Prominente antreten.
| Land                               | Name                                     | Premiere           | Staffeln |
| ---------------------------------- | ---------------------------------------- | ------------------ | -------- |
| Vereinigte Staaten                 | RuPaul’s Drag U                          | 19. Juli 2010      | 3        |
| Chile                              | The Switch Drag Race                     | 8. Oktober 2015    | 2        |
| Thailand                           | Drag Race Thailand                       | 15. Februar 2018   | 2        |
| Vereinigtes Königreich             | RuPaul’s Drag Race UK                    | 3. Oktober 2019    | 5        |
| Vereinigte Staaten                 | RuPaul’s Secret Celebrity Drag Race      | 24. April 2020     | 2        |
| Kanada                             | Canada’s Drag Race                       | 2. Juli 2020       | 4        |
| Niederlande                        | Drag Race Holland                        | 18. September 2020 | 2        |
| Australien / Neuseeland            | RuPaul’s Drag Race Down Under            | 1. Mai 2021        | 3        |
| Spanien                            | Drag Race España                         | 30. Mai 2021       | 3+       |
| Italien                            | Drag Race Italia                         | 18. November 2021  | 2+       |
| Vereinigtes Königreich             | RuPaul's Drag Race: UK vs. the World     | 1. Februar 2022    | 2        |
| Frankreich                         | Drag Race France                         | 25. Juni 2022      | 2        |
| Philippinen                        | Drag Race Philippines                    | 17. August 2022    | 2        |
| Kanada                             | Canada's Drag Race: Canada vs. the World | 18. November 2022  | 1        |
| Belgien                            | Drag Race Belgique                       | 16. Februar 2023   | 2        |
| Schweden                           | Drag Race Sverige                        | 4. März 2023       | 1        |
| Mexiko                             | Drag Race México                         | 22. Juni 2023      | 1        |
| Brasilien                          | Drag Race Brazil                         | 30. August 2023    | 1        |
| Deutschland / Österreich / Schweiz | Drag Race Germany                        | 5. September 2023  | 1        |
| Spanien                            | Drag Race España All Stars               | 4. Februar 2024    | 1        |

Im März 2013 wurde von der Münchner Produktionsfirma Phantomfilm bekannt gegeben, dass sie die Lizenz für einen Ableger im deutschen Markt erworben habe und noch 2013 mit den Aufzeichnungen begonnen werden sollte. Diese Pläne wurden aber nicht umgesetzt, weil die Suche nach einem Fernsehsender dafür ergebnislos blieb.
Im Juni 2019 kündigte ProSieben mit Queen of Drags eine Sendung nach dem Vorbild von RuPaul’s Drag Race an. Es handelt sich jedoch um keinen offiziellen Ableger. Moderation und Jury übernehmen Heidi Klum (die dafür stark kritisiert worden ist), Bill Kaulitz und Conchita Wurst. Die erste Staffel wurde seit dem 14. November 2019 ausgestrahlt.
Im August 2023 wurde ein offizieller Ableger des Drag Race Franchises unter dem Namen Drag Race Germany bekanntgegeben. Die Ausstrahlung erfolgte ab dem 5. September auf dem Streaming-Dienst Paramount+.

## Auszeichnungen
Während der 21. GLAAD Media Awards gewann RuPaul’s Drag Race einen GLAAD Media Award in der Kategorie Outstanding Reality Program. 2016 und 2017 wurde RuPaul für die Sendung jeweils mit dem Emmy in der Kategorie Bester Reality-TV Moderator ausgezeichnet. 2018 wurde die Sendung sowohl mit dem Emmy für Outstanding Reality-Competition Program wie auch dem für Outstanding Host for a Reality or Reality-Competition Program ausgezeichnet.